# Margaret John
Margaret John (Swansea, 14 de dezembro de 1926 - Swansea, 2 de fevereiro de 2011) foi uma atriz galesa.
Margaret é conhecida por seu papel como Doris em Gavin & Stacey, papel que rendeu-lhe um BAFTA.